# Vania Millán
Vania Millán Miras, née le 5 février 1978 à Madrid, est un mannequin espagnol ayant été couronné Miss Espagne 2002.